# Phytomyptera minuta
Phytomyptera minuta là một loài ruồi trong họ Tachinidae.